# Eugénie Fiocre
Eugénie Fiocre est une première danseuse du Ballet de l'Opéra de Paris née le 2 juillet 1845 à Paris et morte le 4 juin 1908 à Paris 17e.

## Biographie
Eugénie Fiocre naît le 2 juillet 1845 à Paris. Elle est première danseuse, de 1864 à 1875, à l'Opéra de Paris où elle se fait remarquer dès la première saison par sa création du rôle de l'Amour dans le ballet d'Arthur Saint-Léon, Léon Minkus, Henri Meilhac et Ludovic Halévy, Néméa ou l'Amour vengé. Elle danse souvent en travesti, créant notamment le rôle de Frantz dans le ballet d'Arthur Saint-Léon, Léo Delibes et Charles Nuitter Coppélia, en 1870.
Plus que pour ses performances de danseuse, elle est renommée pour sa beauté. Son buste, conservé au musée d'Orsay à Paris, est sculpté par Jean-Baptiste Carpeaux vers 1869 et Edgar Degas la représente lors d'une répétition entre deux représentations du ballet d'Arthur Saint-Léon, Léon Minkus et Léo Delibes, La Source, créé le 12 novembre 1866 dans la salle Le Peletier de l'Opéra de Paris. Le tableau est conservé au Brooklyn Museum de New York.
Mariée en 1888 à Stanislas Le Compasseur de Créqui-Montfort, marquis de Courtivron, elle est la mère de Georges de Créqui-Montfort. Elle meurt à Paris le 4 juin 1908 et est inhumée au cimetière de Passy (1re division).

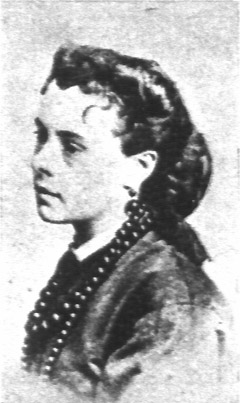
Eugénie Fiocre en 1865
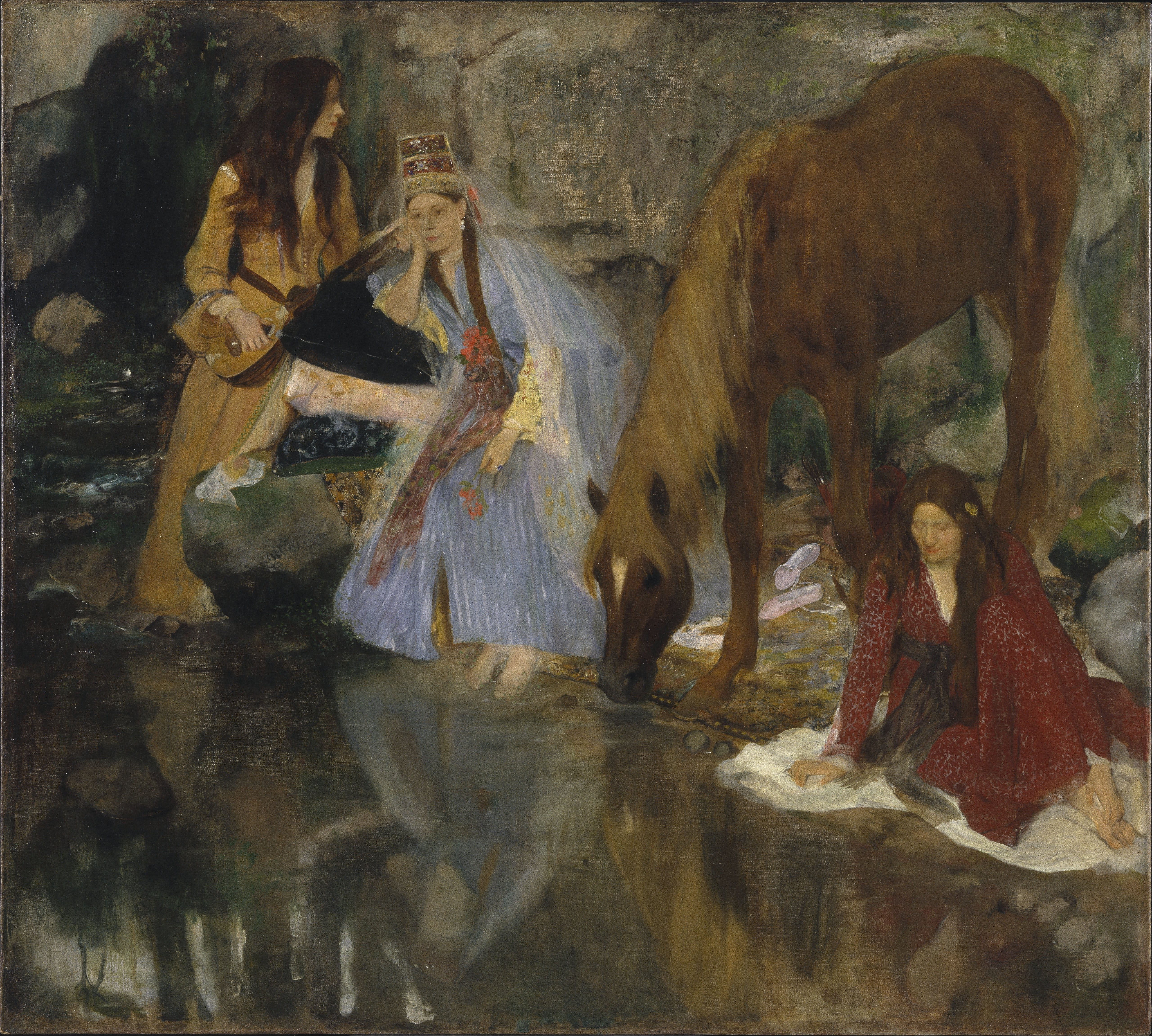
Edgar Degas, Portrait de Mlle Fiocre dans le ballet « La Source » (vers 1867-1868, Brooklyn Museum)